# Giampaolo Ciarcià
Giampaolo Ciarcià (Siracusa, 1º maggio 1980) è un ex calciatore italiano, di ruolo centrocampista.

## Caratteristiche tecniche
In carriera ha giocato frequentemente come ala destra, ma negli ultimi mesi è stato schierato nel ruolo di centrocampista centrale.

## Carriera

### Le giovanili e gli inizi in Serie D
Giampaolo inizia la sua carriera di calciatore dalle giovanili della Floridiana dalla stagione 1998-1999, però già dalla stagione successiva, viene ceduto al Canicattì, dove gioca per una stagione, per poi essere ceduto al Comiso. Dalla Stagione 2002-2003, inizia la sua carriera di calciatore, giocando in Serie D con la maglia della Vibonese, totalizzando 29 presenze e due gol.

### Dalla C1 alla Serie B con il Crotone
A partire dalla stagione 2003-2004, diventa ufficialmente un calciatore del Crotone e partecipa al campionato di Serie C1, totalizzando 26 presenze e due gol in quella stagione e inoltre la squadra raggiunge il 2º posto in campionato, la quale battendo il Benevento in semifinale di play-off (1-0, 3-1) e in finale la Viterbese (0-0, 0-3) ottengono la promozione in Serie B.
Il calciatore resterà al Crotone per altre due stagioni, disputando due stagioni di serie B, la prima immediatamente successiva alla promozione, totalizzando 28 presenze e la seconda (2005-2006) raccogliendo soltanto due presenze.
Nel gennaio 2006, Ciarcià viene ceduto in prestito allo Spezia ritornando in C1, e disputa 15 incontri con la maglia ligure.
Nella stagione 2006-2007 gareggia con la maglia della Ternana (in Serie C1) raccogliendo 24 presenze ed 1 gol.

### Dalla Serie B con la Salernitana ad oggi
Nella Stagione 2007-2008 viene ingaggiato dalla Salernitana, ed in quella stagione i campani ottengono la promozione in Serie B, vincendo il proprio girone, e Ciarcià disputa 32 gare in quella stagione e sigla due gol.
Nella stagione successiva, resta in Serie B con i campani e raccoglie 19 presenze e due gol.
Nel gennaio 2009 viene ingaggiato dal Benevento in C1, dove resta fino al 2010, ed in questa stagione gareggia in 38 incontri e siglando un gol.
Nell'ottobre 2010, viene ingaggiato dalla Virtus Entella, in Lega Pro Seconda Divisione e vi resta per due stagioni fino al 2012, totalizzando 49 presenze e 5 gol.
Per la Stagione 2012-2013 viene ingaggiato dalla Paganese in Lega Pro Prima Divisione. Dopo 28 presenze e un gol in totale, nell'agosto 2013 firma per il Taranto in Serie D. Qui arriva secondo ma firma un contratto che lo lega anche per la stagione 2014/2015 al Taranto.
Nel luglio 2015 Giampaolo viene ingaggiato nel Virtus Francavilla, in Serie D.
Il 18 dicembre 2015 Giampaolo viene ingaggiato dal Taranto, tornando a giocare per la società rossoblù dopo sei mesi di assenza.
Il 30 settembre 2017 Ciarcià si accasa al Paternò in Eccellenza, società ambiziosa e che spera di fare il salto di qualità con l'ingaggio del forte centrocampista, l'esordio avviene il giorno dopo nel match vinto contro l'Adrano.

## Statistiche

### Presenze e reti nei club
| Stagione              | Squadra               | Campionato            | Campionato | Campionato | Coppe nazionali | Coppe nazionali | Coppe nazionali | Coppe continentali | Coppe continentali | Coppe continentali | Altre coppe | Altre coppe | Altre coppe | Totale | Totale |
| Stagione              | Squadra               | Comp                  | Pres       | Reti       | Comp            | Pres            | Reti            | Comp               | Pres               | Reti               | Comp        | Pres        | Reti        | Pres   | Reti   |
| --------------------- | --------------------- | --------------------- | ---------- | ---------- | --------------- | --------------- | --------------- | ------------------ | ------------------ | ------------------ | ----------- | ----------- | ----------- | ------ | ------ |
| 2002-2003             | Vibonese              | D                     | 29         | 2          | CI              | -               | -               | -                  | -                  | -                  | -           | -           | -           | 29     | 2      |
| 2003-2004             | Crotone               | C1                    | 26+2       | 2          | CI              | -               | -               | -                  | -                  | -                  | -           | -           | -           | 28     | 2      |
| 2004-2005             | Crotone               | B                     | 28         | 0          | CI              | 1               | 0               | -                  | -                  | -                  | -           | -           | -           | 29     | 0      |
| 2005-gen. 2006        | Crotone               | B                     | 2          | 0          | CI              | 2               | 0               | -                  | -                  | -                  | -           | -           | -           | 4      | 0      |
| Totale Crotone        | Totale Crotone        | Totale Crotone        | 56+2       | 2          |                 | 3               | 0               |                    | -                  | -                  |             | -           | -           | 61     | 2      |
| gen.-giu. 2006        | Spezia                | C1                    | 15         | 0          | CI              | 0               | 0               | -                  | -                  | -                  | SC-C1       | 2           | 0           | 17     | 0      |
| 2006-2007             | Ternana               | C1                    | 24         | 1          | CI              | -               | -               | -                  | -                  | -                  | -           | -           | -           | 24     | 1      |
| 2007-2008             | Salernitana           | C1                    | 32         | 2          | CI              | 0               | 0               | -                  | -                  | -                  | SC-C1       | 2           | 0           | 34     | 2      |
| 2008-gen. 2009        | Salernitana           | B                     | 19         | 2          | CI              | 3               | 1               | -                  | -                  | -                  | -           | -           | -           | 22     | 3      |
| Totale Salernitana    | Totale Salernitana    | Totale Salernitana    | 51         | 4          |                 | 3               | 1               |                    | -                  | -                  |             | 2           | 0           | 56     | 5      |
| gen.-giu. 2009        | Benevento             | PD                    | 11+4       | 0          | CI              | 0               | 0               | -                  | -                  | -                  | -           | -           | -           | 15     | 0      |
| 2009-2010             | Benevento             | PD                    | 28+2       | 2+1        | CI              | 2               | 0               | -                  | -                  | -                  | -           | -           | -           | 32     | 3      |
| Totale Benevento      | Totale Benevento      | Totale Benevento      | 39+6       | 2+1        |                 | 2               | 0               |                    | -                  | -                  |             | -           | -           | 47     | 3      |
| ott. 2010-giu. 2011   | Virtus Entella        | SD                    | 22         | 2          | -               | -               | -               | -                  | -                  | -                  | -           | -           | -           | 22     | 2      |
| 2011-2012             | Virtus Entella        | SD                    | 27+4       | 3          | CI-LP           | 5               | 0               | -                  | -                  | -                  | -           | -           | -           | 36     | 3      |
| Totale Virtus Entella | Totale Virtus Entella | Totale Virtus Entella | 49+4       | 5          |                 | 5               | 0               |                    | -                  | -                  |             | -           | -           | 58     | 5      |
| 2012-2013             | Paganese              | PD                    | 26         | 1          | CI-CI-LP        | 1+1             | 0               | -                  | -                  | -                  | -           | -           | -           | 28     | 1      |
| 2013-2014             | Taranto               | D                     | 28         | 3          | CI-D            | -               | -               | -                  | -                  | -                  | -           | -           | -           | 28     | 3      |
| 2014-2015             | Taranto               | D                     | 21+4       | 3          | CI+CI-D         | 1+1             | 0               | -                  | -                  | -                  | -           | -           | -           | 27     | 3      |
| 2015-gen. 2016        | Virtus Francavilla    | D                     | 11         | 0          | CI-D            | 1               | 0               | -                  | -                  | -                  | -           | -           | -           | 12     | 0      |
| gen.-giu. 2016        | Taranto               | D                     | 17+1       | 2          | CI-D            | 0               | 0               | -                  | -                  | -                  | -           | -           | -           | 18     | 2      |
| Totale Taranto        | Totale Taranto        | Totale Taranto        | 66+5       | 8          |                 | 2               | 0               |                    | -                  | -                  |             | -           | -           | 73     | 8      |
| 2016-2017             | Cavese                | D                     | 28+2       | 6          | CI-D            | 0               | 0               | -                  | -                  | -                  | -           | -           | -           | 30     | 6      |
| 2017-2018             | Paternò               | ECC                   | 20         | 1          | CI-E            | 8               | 0               | -                  | -                  | -                  | -           | -           | -           | 28     | 1      |
| Totale carriera       | Totale carriera       | Totale carriera       | 414+19     | 30+1       |                 | 26              | 1               |                    | -                  | -                  |             | 4           | 0           | 463    | 32     |

## Palmarès

### Club

#### Competizioni nazionali
- Serie C1: 2

Spezia: 2005-2006
Salernitana: 2007-2008